# NGC 3365
NGC 3365 (również PGC 32153 lub UGC 5878) – galaktyka spiralna (Sc), znajdująca się w gwiazdozbiorze Sekstantu. Odkrył ją John Herschel 13 kwietnia 1828 roku.